# Vajirunhis
Vajirunhis (Thaï :  มหาวชิรุณหิศ), né le 27 juin 1878 au palais Royal de Bangkok et mort le 4 janvier 1895 à Bangkok, fils aîné de Rama V, est le premier prince héritier de la dynastie Chakri. Il meurt avant son père et n’accède donc jamais au pouvoir.

## Biographie

### Famille
Depuis la fondation de la dynastie Chakri par Rama Ier en 1782, le successeur du roi est le vice-roi, ou Maha Uparaja, qui est choisi par le roi parmi ses frères ou cousins. Le dernier vice-roi, le prince Wichaichan — cousin de Rama V — est nommé le 2 octobre 1868 par le conseil royal. À sa mort, le 28 août 1885, le roi et son cabinet décident de mettre fin à la tradition des vice-rois et de nommer comme héritier le fils aîné de son épouse principale et demi-sœur, Savang Vadhana : Vajirunhis.

### Vie
Le prince naît le 27 juin 1878 au palais royal de Bangkok. Il est le plus âgé des 28 enfants de son père. Bien éduqué, il tient un journal intime depuis ses 6 ans, est tonsuré à 10 ou 11 ans et écrit couramment l’anglais à 15 ans.
Le 14 janvier 1886, il est investi en tant que prince héritier, ou Somdetch Pra Boroma Orasathiraj Sayam Makut Rajkumar, après une procession dans Bangkok et une cérémonie fastueuse au palais royal. Le lendemain, il rencontre l’ambassadeur du Royaume-Uni qui lui transmet un télégramme de la part de la reine Victoria. Les festivités se poursuivent jusqu’au 3 février. 
Il meurt d’une cause inconnue le 4 janvier 1895, à 16 ans et 15 ans avant son père. Finalement, c’est Wachirawut qui lui succède sous le nom de Rama VI.  
Un portrait photographique par W. & D. Downey (en) de Vajirunhis daté de 1894 est conservé au National Portrait Gallery.  

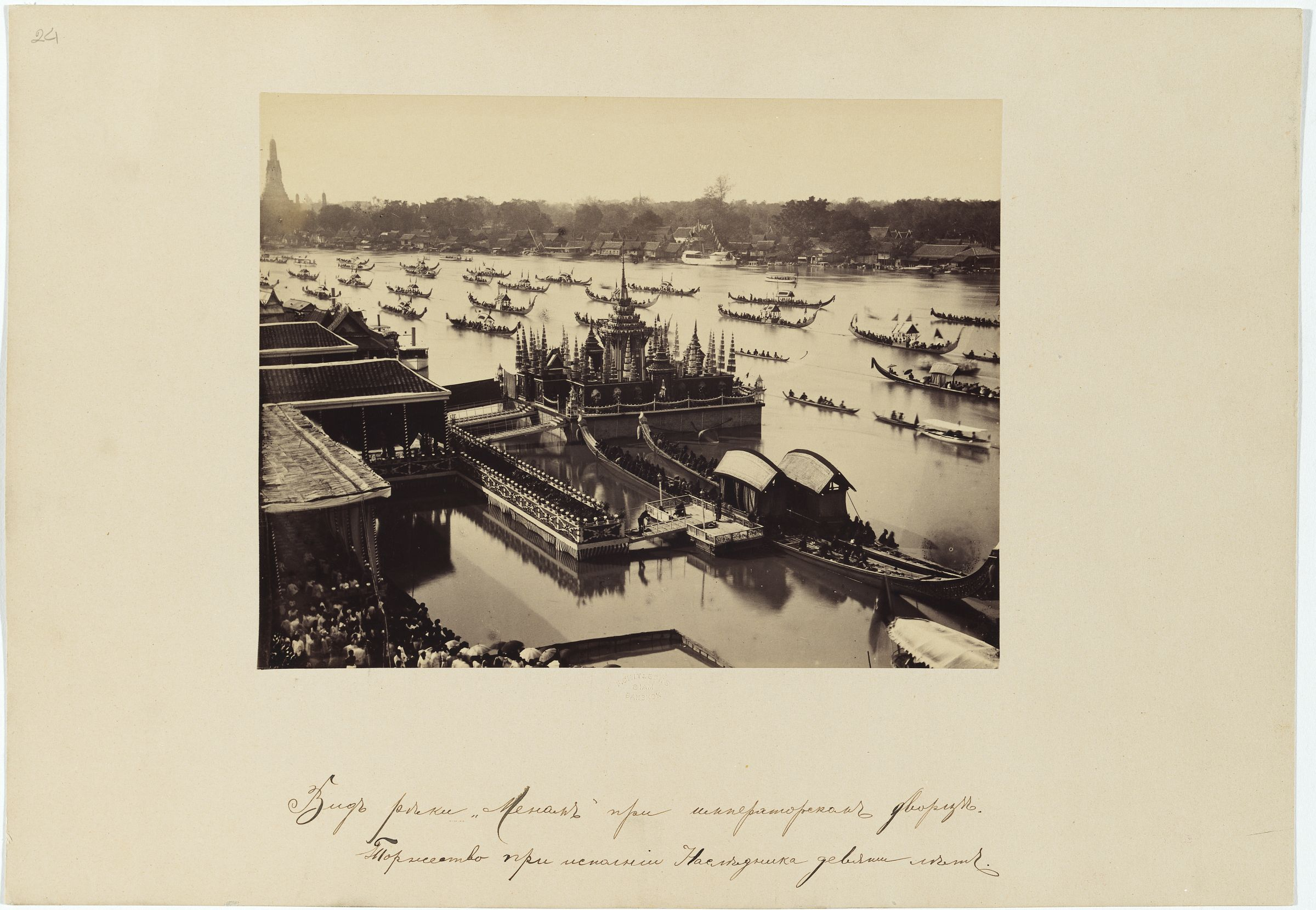
Le convoi menant à son investiture au palais Royal en tant qu’héritier au trône. Photographie de Francis Chit, le 14 janvier 1886.